# Mimosopsis galeottii
Mimosopsis galeottii là một loài thực vật có hoa trong họ Đậu. Loài này được (Benth.) Britton & Rose mô tả khoa học đầu tiên năm 1928.